# Escadas Gemônias
As Escadas Gemônias (português brasileiro) ou Escadas Gemónias (português europeu) (em latim: Scalae Gemoniae; em italiano:  Scale Gemonie) eram um lance de escadas localizado na antiga cidade de Roma. Apelidada de Escada do Luto o local ficou infame por sua relação com as execuções de penas de morte da cidade.

## Localização
A escada ficava na parte central de Roma, ligando a cidadela de Roma (Arx), no monte Capitolino, ladeira abaixo até o Fórum Romano. Vista de lá, elas desciam pelo Tabulário e o Templo da Concórdia do lado esquerdo e através da Prisão Mamertina do lado direito. Acredita-se que a localização da escada coincida, grosso modo, com a atual Via di San Pietro in Carcere, que passa pela Prisão Mamertina.
Acredita-se também que as escadas foram construídas em algum momento antes da época de Tibério (14–37), pois elas não são mencionadas pelo nome em textos antigos anteriores. O primeiro uso como local de execução está associado principalmente com os excessos paranoicos do final do reinado de Tibério.

## Execuções
Os condenados eram geralmente estrangulados antes que seus corpos fossem amarrados e atirados escada abaixo. Ocasionalmente, corpos de executados em outros locais de Roma eram transferidos para lá para serem exibidos. Os cadáveres geralmente ficavam apodrecendo na escadaria por longos períodos, à vista de todos no Fórum, atacados por cães e outros animais carniceiros até serem finalmente atirados no Tibre.
A morte nos degraus era considerada extremamente desonrada e temível, mas, ainda assim, diversos senadores e até mesmo um imperador foram executados ali. Entre os mais famosos executados estão o prefeito da Guarda Pretoriana Lúcio Élio Sejano e o imperador Vitélio. O primeiro foi um antigo confidente do imperador Tibério implicado numa conspiração em 31 d.C. que, segundo Dião Cássio, foi estrangulado e jogado escada abaixo, depois do quê a multidão abusou de seu corpo por mais três dias. Logo depois, seus três filhos foram executados de modo similar no mesmo local.
Vitélio era um general romano que tornou-se o terceiro imperador no chamado Ano dos quatro imperadores (69 d.C.). Sucedeu a Otão depois que ele se suicidou, em 16 de abril, mas reinou por apenas oito meses. Quando seus exércitos foram derrotados por Vespasiano, ele concordou em se render, mas a Guarda Pretoriana não deixou que ele abandonasse a cidade. Quando as tropas de Vespasiano chegaram, ele foi arrastado de seu esconderijo, levado até as Escadas das Gemônias e executado. Suas últimas palavras foram: "Ainda assim, fui vosso imperador".

## Lugares similares
Na época republicana, a Rocha Tarpéia, um desfiladeiro íngreme no cume sul do monte Capitolino, era utilizada para execuções. Assassinos e traidores, se condenados pelos "quaestores parricidii", eram atirados dali para a morte. Crianças que sofriam de importantes deficiências mentais ou físicas geralmente tinham o mesmo destino, pois acreditava-se que haviam sido amaldiçoadas pelos deuses.